# Carex glaucodea
Carex glaucodea là một loài thực vật có hoa trong họ Cói. Loài này được Tuck. ex Olney mô tả khoa học đầu tiên năm 1868.

## Hình ảnh

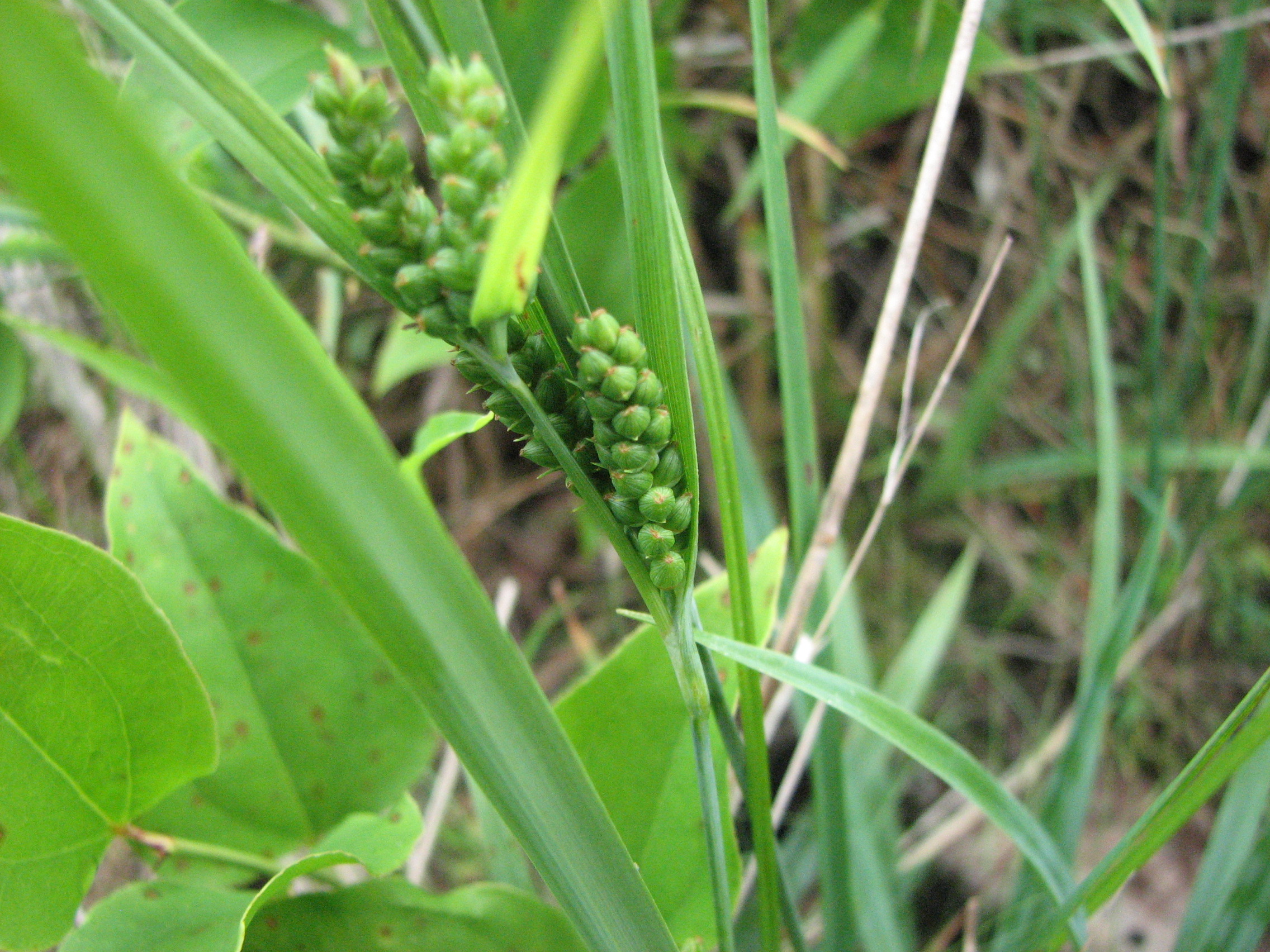
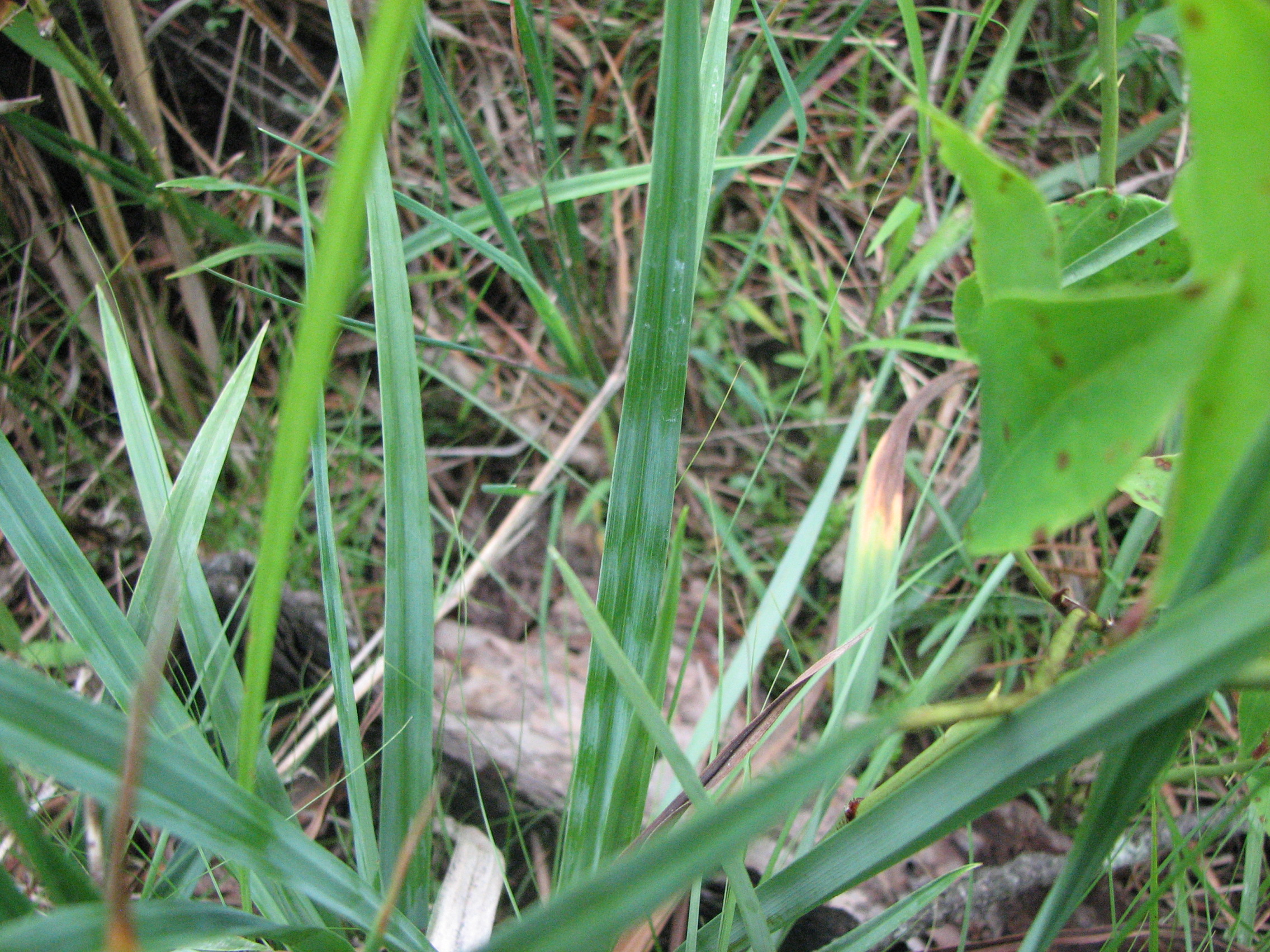